# Blue Cat Blues
Blue Cat Blues là tập phim hoạt hình thứ 103 của loạt phim Tom và Jerry, sản xuất năm 1955, đạo diễn và sản xuất bởi William Hanna và Joseph Barbera với phần âm nhạc của Scott Bradley. Các họa sĩ tham gia hoạt họa gồm Ed Barge, Irven Spence, Lewis Marshall và Kenneth Muse, với các lớp nền bởi Richard Bickenbach và bối cảnh nền làm bởi Robert Gentle.
Tập phim là một ngoại lệ lớn của bộ phim Tom and Jerry khi Jerry nói và dẫn chuyện suốt chiều dài tập phim với sự lồng tiếng của diễn viên Paul Frees. Vì Jerry đóng vai người dẫn chuyện giấu mặt kể lại nên không phá vỡ quy tắc của phim là Tom and Jerry không trực tiếp nói trên màn ảnh. Tập phim phát hành năm 1956 bởi Metro-Goldwyn-Mayer.

## Nội dung
Tom và Jerry vốn là một đôi bạn thân không thể tách rời cho tới khi Tom gặp một ả mèo trắng xinh đẹp. Cậu ngay lập tức phải lòng mèo trắng và cố gắng bằng mọi cách tán tỉnh cô ả, và khi sự cạnh tranh từ tình địch là mèo Butch quá kinh khủng, Tom thậm chí còn cầm cố tài sản, bán thân và thực hiện hợp đồng nô lệ để đánh đu với cuộc chơi tình ái. Nhưng dẫu Tom có cố gắng tới mức nào đi nữa, mèo Butch vẫn giàu có hơn, và sau cùng làm đám cưới với mèo trắng. Tom đau khổ và quyết định ra đường tàu tự vẫn.
Trớ trêu thay, vào thời khắc Jerry buồn thương cho bạn mình thì cậu phát hiện ra, bạn gái cũng đã cưới chuột khác giàu hơn. Đau khổ tột cùng, Jerry cũng ra ngồi cạnh Tom và sẵn sàng chết theo bạn.

## Thông tin thêm
Đây là một trong các tập phim mà Jerry cứu mạng Tom. Các tập phim còn lại là:
- Cannery Rodent
- I'm Just Wild About Jerry
- Buddies Thicker Than Water
- Puppy Tale
- The Cat and the Memouse

Đây là tập phim Tom and Jerry duy nhất có nội dung bi đát. Đây cũng là tập cuối cùng có tựa đề kết cho tới Penthouse Mouse và là tập sau cùng dùng câu "An MGM Tom and Jerry Cartoon" trong phần kết.